# Lorenz Assignon
Lorenz Assignon (* 22. Juni 2000 in Grasse) ist ein französisch-togoischer Fußballspieler. Der rechte Verteidiger spielt seit 2025 für den VfB Stuttgart.

## Karriere
Assignon ist der Sohn des Fußballspielers Komlan Assignon. Er begann seine Karriere bei Stade Rennes. Dort absolvierte er im Mai 2019 seine erste Partie für die zweite Mannschaft. Seine erste Spieltagskadernominierung für die erste Mannschaft folgte im Oktober 2020. Da er bei den Profis trotz elf Nominierungen in der Hinrunde der Saison 2020/21 keine Einsatzminuten bekam, wechselte er im Januar 2021 auf Leihbasis bis Saisonende zum Drittligisten SC Bastia. Hier war der Spieler gesetzt und absolvierte 13 der verbleibenden 15 Spiele – alle über die vollen 90 Minuten. Nach seiner Rückkehr zu Stade Rennes kam er am fünften Spieltag der Saison 2021/22 im Spiel gegen Stade Reims zu seinem Debüt in der Ligue 1. Im weiteren Verlauf der Spielzeit kam er immer wieder zu kürzeren Einsätzen – so absolvierte er in Summe unter anderem 20 Spiele in der höchsten französischen Liga und debütierte auf internationalem Terrain in der UEFA Europa Conference League. Diese Rolle des Ergänzungs- bzw. Rotationsspieler behielt der Verteidiger zu Beginn der nächsten Saison inne.
Für die Rückrunde der Saison 2023/24 wechselte er leihweise zum Aufsteiger FC Burnley in die Premier League. Im Sommer 2024 kehrte er wieder zu Stade Rennes zurück.
Im Sommer 2025 wechselte Assignon zum deutschen Bundesligisten VfB Stuttgart.